# Point Purvis
Der Point Purvis ist eine Landspitze an der Nordküste Südgeorgiens. Sie liegt 1,5 km südwestlich des Tønsberg Point am Nordufer des Husvik Harbour und markiert die westliche Begrenzung der Einfahrt zur Saami Bay.
Wissenschaftler der britischen Discovery Investigations kartierten sie 1928. Namensgeber ist Petty Officer J. Purvis von der Royal Navy, Teilnehmer an den Discovery Investigations vor Südgeorgien zwischen 1928 und 1930 auf dem Motorboot Alert.